# 浦安
浦安（？—1859年），一名溥安，字遠帆。叶赫那拉氏，内务府满洲镶黄旗人，晚清翰林。

## 生平
咸豐三年（1853年）癸丑科二甲進士。選庶吉士。散館授編修。
咸豐八年（1858年），任戊午科順天鄉試同考官。協助考生向主考柏葰家人受賄，引發戊午科场案，不久罷職入獄。次年，與柏葰同棄市。其子那桐为晚清重臣。
次女適內務府正黃旗滿洲輝發薩克達氏柏年，內務府造辦處員外郎、黃新莊總管。

### 引用
1. ↑  《詞林輯略·卷七·咸豐癸丑》：浦安，字遠帆，鑲黃旗滿洲人。散館授編修。罷。以事置法。
2. ↑  《輝發薩克達氏家譜》，載北京圖書館編，《北京圖書館藏家譜叢刊·民族卷》（北京市：北京图书馆出版社，2003年2月），第38冊，頁692。